# Don Woods
Don Woods (30 d'abril de 1954) és un furoner i programador estatunidenc. Va ser un dels creadors del llenguatge de programació INTERCAL i cocreador de Colossal Cave Adventure, el que ho converteix en un dels pares del gènere de l'aventura conversacional.